# نادي الميناء لكرة السلة
نادي الميناء لكرة السلة هو نادي كرة سلة يقع في ميناء المعقل بالبصرة جنوب العراق الذي يلعب في دوري كرة السلة العراقي.

## لاعبون بارزون
- مؤيد غازي
- واثق هادي
- علي هاتو
- ريكي كينت
- ترافيس تايلر.[2]
- سيدريك ريدل جونيور.[3]
- ديفيد نيسبيت.[4]